# Fanny Sènan
Fanny Sènan, de son vrai nom Amphanie Hounguia, née le 6 mars 1988 à Cotonou, est une chanteuse béninoise. En 2012, elle reçoit le prix du meilleur clip vidéo au Bénin Golden Awards.

## Biographie

### Origine
Née le 6 mars 1988, Amphanie Hounguia alias Fanny Sènan est originaire de Sahouè à Houéyogbé dans le département du Mono au Bénin.

### Carrière artistique
Fanny Sènan se fait connaître du public béninois par son album " Ali tché" et remporte le prix du meilleur clip vidéo aux Bénin Golden Awards en 2012,. Depuis lors, elle enchaîne les morceaux et collabore avec plusieurs artistes de renom comme Omar B en 2013 et Don Metok en 2022.

## Œuvres artistiques

### Chansons
- Vanité[5].
- Sintata[6].
- Nan Danwe feat. Don Metok[7]

## Distinctions
Lauréate du prix du meilleur clip vidéo au Bénin Golden Awards 2012, , elle est sacrée reine internationale de la rumba au Bénin en 2024,.